# Grevillea candicans
Grevillea candicans är en tvåhjärtbladig växtart som beskrevs av Charles Austin Gardner. Grevillea candicans ingår i släktet Grevillea och familjen Proteaceae. Inga underarter finns listade i Catalogue of Life.